# Tcho Tcho Nzuzi-Makuso
Tcho Tcho Nzuzi-Makuso (5 maart 1990) is een Belgische voetballer. De aanvaller speelde in België bij onder meer KRC Genk, KV Mechelen en KAA Gent in de jeugd en maakte zijn debuut voor Olympic Charleroi.
In de zomer van 2011 kwam "Tcho Tcho" als proefspeler bij Go Ahead Eagles spelen. Na een proefperiode kreeg hij een amateurcontract. Omdat hij echter in de voorbereiding een aantal goede oefenwedstrijden speelde, werd dit amateurcontract later omgezet in een contract voor een jaar met een optie voor een tweede jaar.
Op 13 januari 2012 maakte Go Ahead Eagles bekend dat het verzoek van Tcho Tcho om ontbinding van zijn arbeidsovereenkomst door de club was gehonoreerd.

## Statistieken
| Seizoen | Club              | Competitie     | Wedstrijden | Doelpunten |
| ------- | ----------------- | -------------- | ----------- | ---------- |
| 2010/11 | Olympic Charleroi | Derde klasse   | 10          | 2          |
| 2011/12 | Go Ahead Eagles   | Eerste divisie | 13          | 0          |
| Totaal  |                   |                | 23          | 2          |